# 朱拉乡
朱拉乡，是中华人民共和国西藏自治区林芝市工布江达县下辖的一个乡镇级行政单位。

## 行政区划
朱拉乡下辖以下地区：
柳四朗村、扎热村、吉木雄村、扎堆村、四章村、崩嘎村、嘎唐村、坝村和波村。